# سلول‌های رنگدانه‌ای

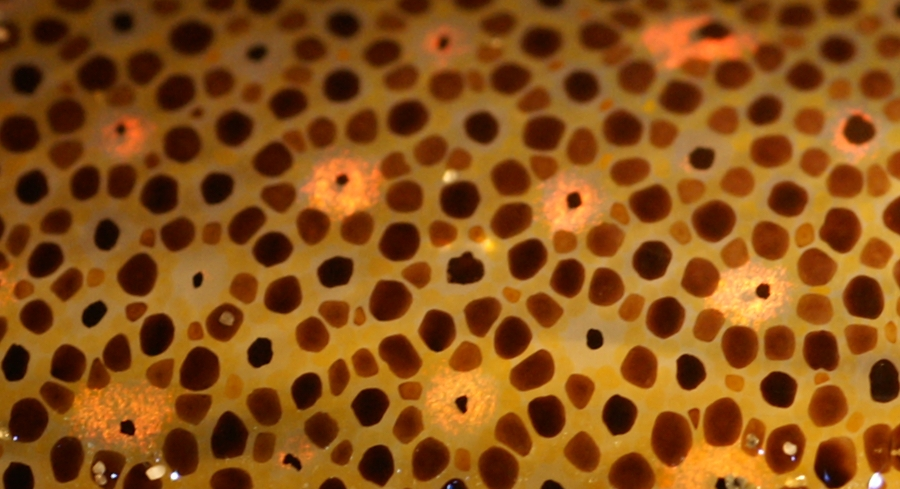
کروماتوفورها در پوست ماهی مرکب

سلول‌های رنگدانه‌ای (Chromatophores) سلول‌هایی هستند که رنگ تولید می‌کنند، که بسیاری از انواع آن‌ها سلول‌های دارای رنگدانه یا گروه‌هایی از سلول‌ها هستند که در طیف گسترده‌ای از جانوران از جمله دوزیستان، ماهیان، خزندگان، سخت‌پوستان و سرپایان یافت می‌شوند. در مقابل، پستانداران و پرندگان دارای دسته‌ای از سلول‌ها به نام ملانوسیت برای رنگ‌آمیزی هستند.
ارسطو در کتاب Historia animalium خود (حدود ۴۰۰ پیش از میلاد) به توانایی هشت‌پا برای تغییر رنگ برای استتار و سیگنال‌دهی اشاره کرد:
Giosuè Sangiovanni نخستین کسی بود که سلول‌های رنگدانه‌دار بی‌مهرگان را با نام cromoforo در یک مجله علمی ایتالیایی در سال ۱۸۱۹ توضیح داد.
چارلز داروین در کتاب سفر بیگل (۱۸۶۰)T توانایی تغییر رنگ در سپیداج‌ها را توضیح داد.

## نگارخانه

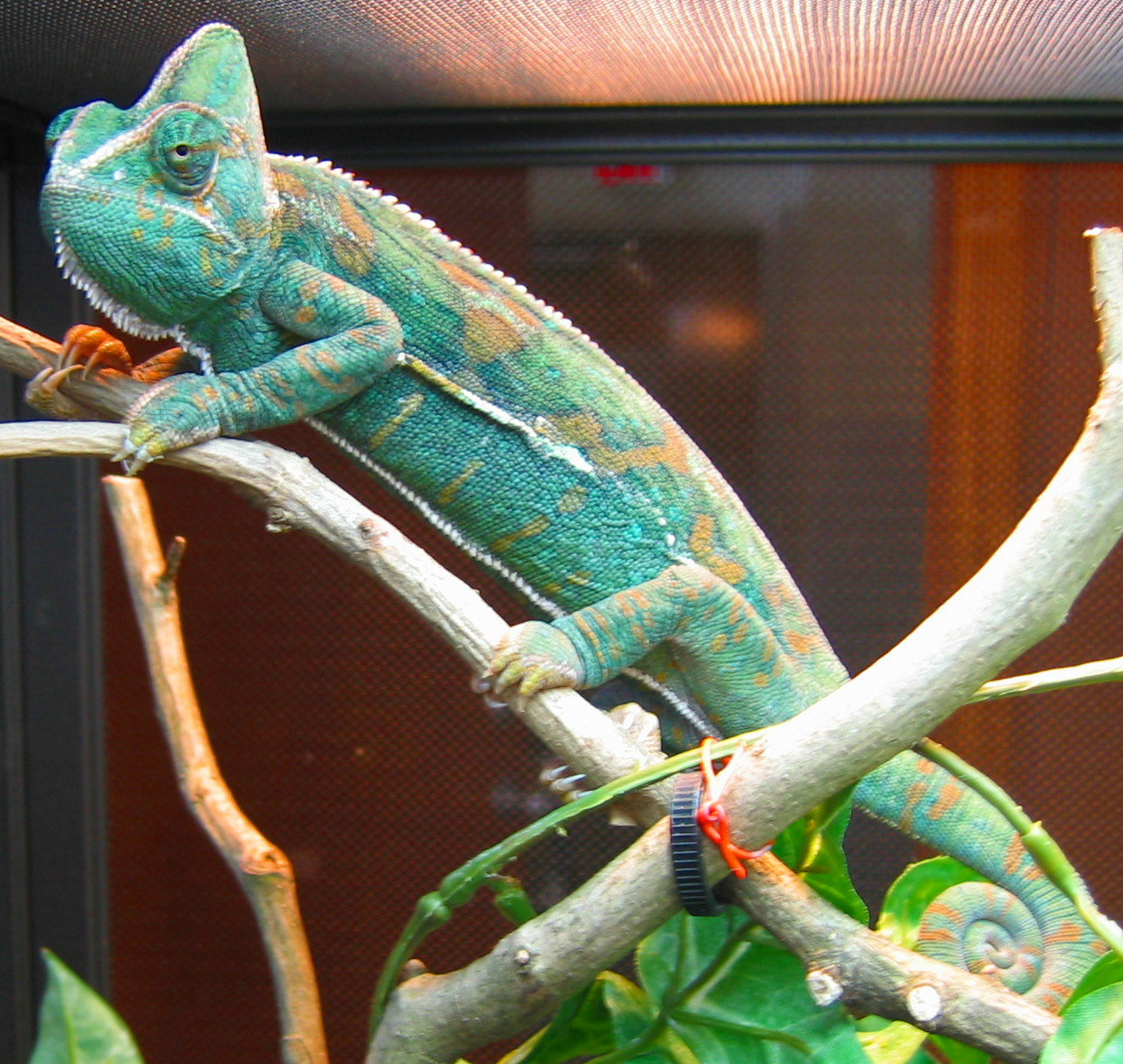
آفتاب‌پرست پرده‌دار، Chamaeleo calyptratus. رنگ‌های ساختاری سبز و آبی با انواع کروماتوفور برای بازتابی نور فیلترشده تولید می‌شوند.
ترکیب لایه Leucophore
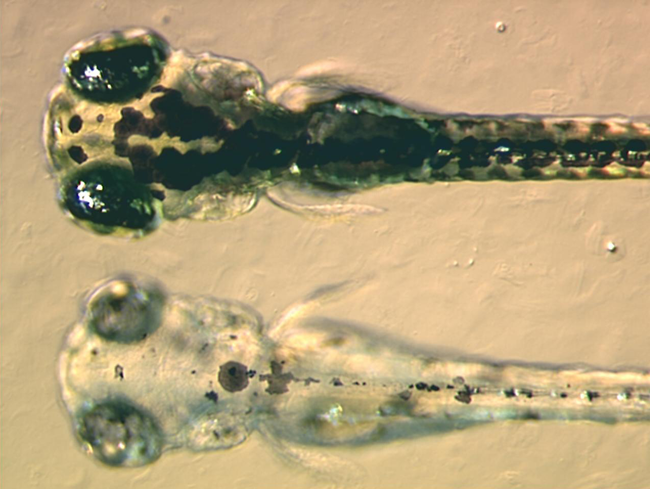
در پایین یک لارو گورخرماهی جهش‌یافته که نمی‌تواند ملانین را در ملانوفورهای خود تولید کند، در بالا یک لارو جهش‌نیافته و نوع وحشی
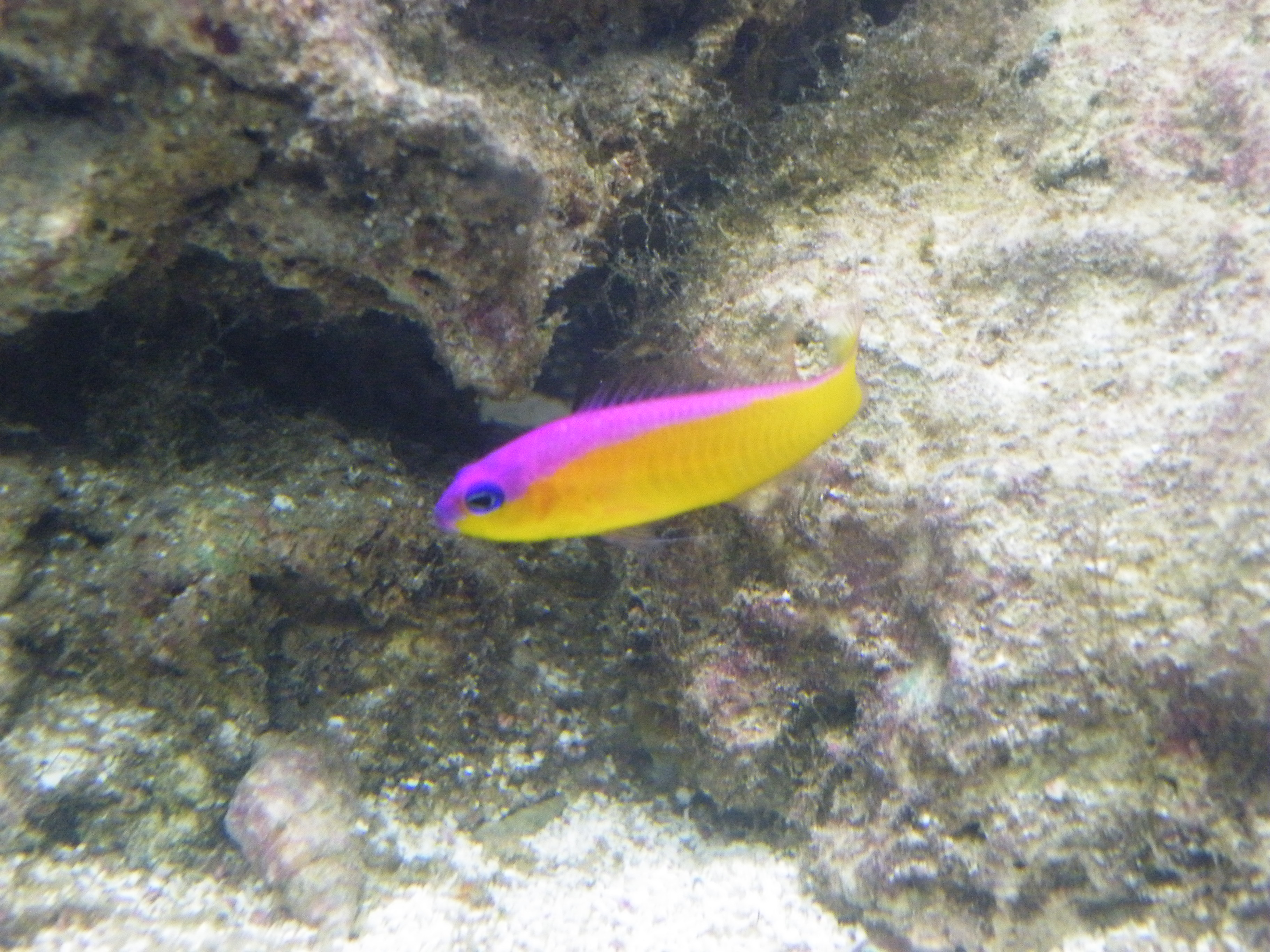
نئون‌ماهی دورنگ، نوار بنفش خود را با نوع نامعمول از کروماتوفور تولید می‌کند.
ملانوفورهای ماهی و قورباغه سلول‌هایی هستند که می‌توانند با پراکندگی یا تجمع اجسام دارای رنگدانه تغییر رنگ دهند.
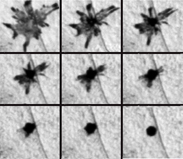
یک ملانوفور گورخرماهی که با عکاسی با گذشت زمان در طول تجمع رنگدانه‌ها تصویربرداری شده‌است.
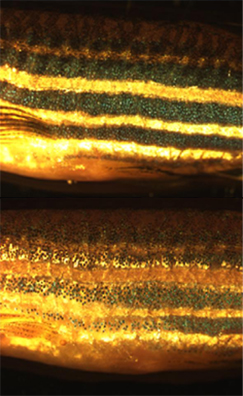
کروماتوفورهای گورخرماهی سازگاری پس‌زمینه را در مواجهه با محیط‌های تاریک (بالا) و روشن (پایین) بروز می‌دهند.
برش عرضی تنه مهره‌داران در حال رشد که مسیرهای پشتی جانبی (قرمز) و شکمی (آبی) مهاجرت کروماتوبلاست را نشان می‌دهد.
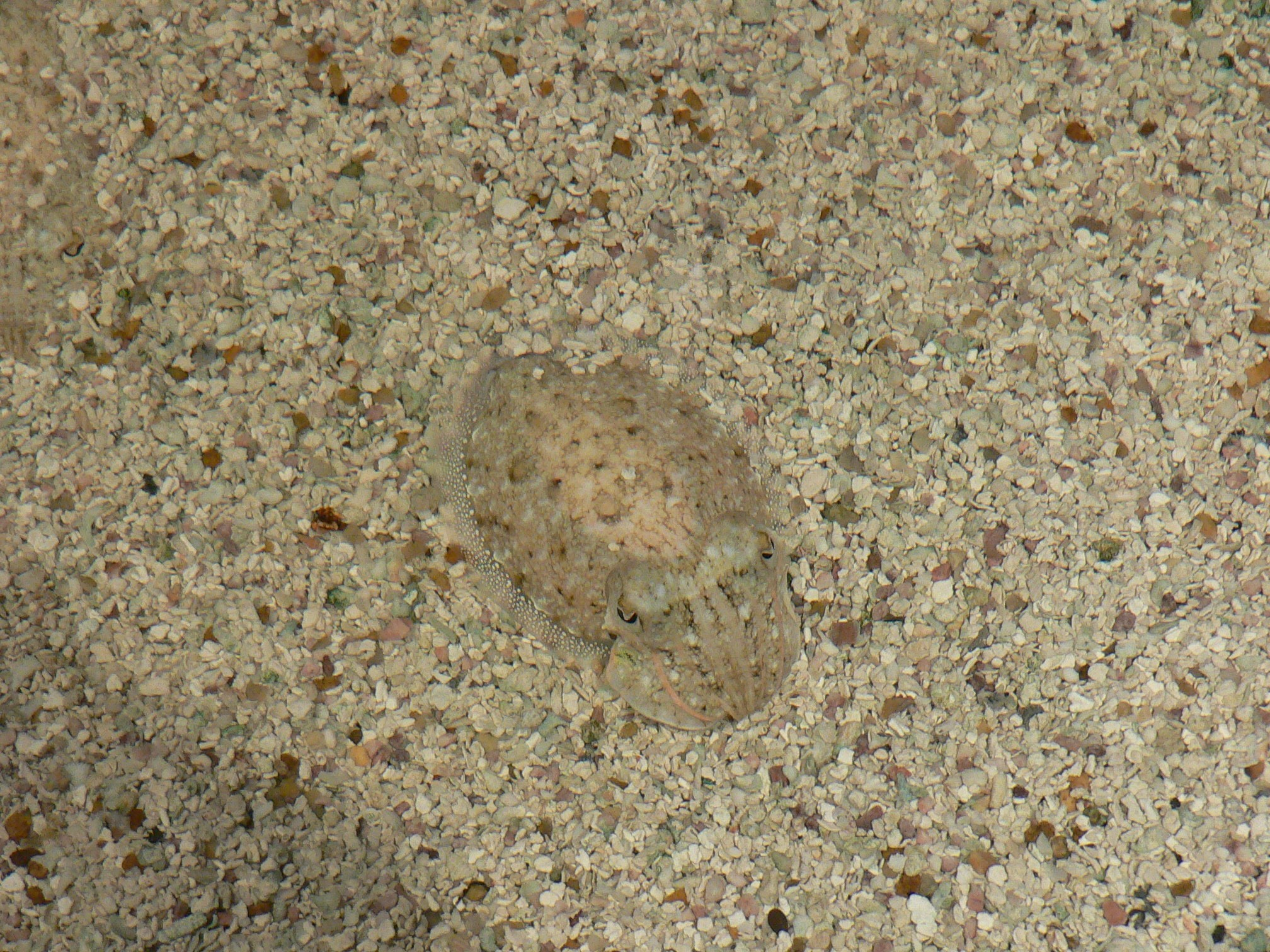
یک نوزاد سپیداج که از سازگاری پس‌زمینه برای تقلید از محیط محلی استفاده می‌کند.